# Noppenspitze
Die Noppenspitze ist ein 2594 m ü. A. hoher Berg im Mittelteil der Hornbachkette in den Allgäuer Alpen.

## Lage und Umgebung
Ihr von ausgebildeten Zacken und Plattenschüssen geprägter Süd-Südostgrat trennt das Sattelkar vom Noppenkar und wirft hinter dem Luxnacher Sattel den Graskamm des Häselgehrbergs auf. Im Norden hingegen bricht eine über 300 Meter hohe Steilwand in das dunkel bewaldete Hornbachtal ab.

## Erstbesteigung
Am 16. August 1890 wurde die Noppenspitze durch Anton Spiehler und dessen Führer Johann Schiffer erstmals bestiegen. Zunächst den Hauptkamm der Hornbachkette von Süden aus dem Noppenkar her erreichend, querten die beiden Bergsteiger unter die wilden Nordabstürze und vollendeten von dort aus die Ersteigung des Gipfels.

## Besteigung
Die Noppenspitze ist ein selten bestiegener Berg. Laut dem im Jahr 2006 hinterlegten Gipfelbuch sind nur 5 – 15 Besteigungen im Schnitt pro Jahr zu verzeichnen. Um zum höchsten Punkt zu gelangen, muss ein weiter und langer Zustieg mit insgesamt rund 1500 Höhenmetern zurückgelegt werden. Außerdem ist der Gipfel nicht erschlossen und fordert den umsichtigen, trittsicheren und schwindelfreien Berggeher, der sich auch im weglosen und unübersichtlichen Gelände der felsigen Südwestflanke gut orientieren kann. Die klettertechnischen Schwierigkeiten beschränken sich bei der Normalroute durch die Südwestflanke auf den II. Schwierigkeitsgrad nach UIAA.  

## Bilder

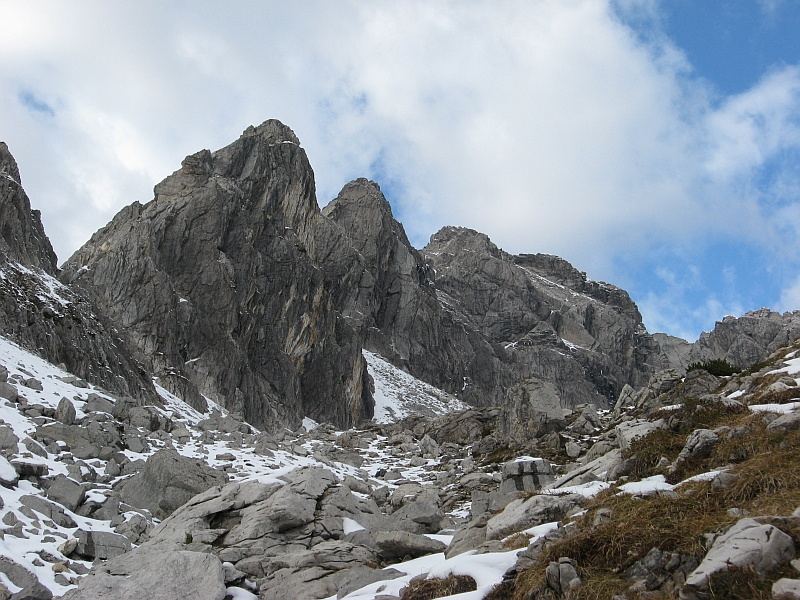
Die Noppenspitze aus dem Sattelkar betrachtet
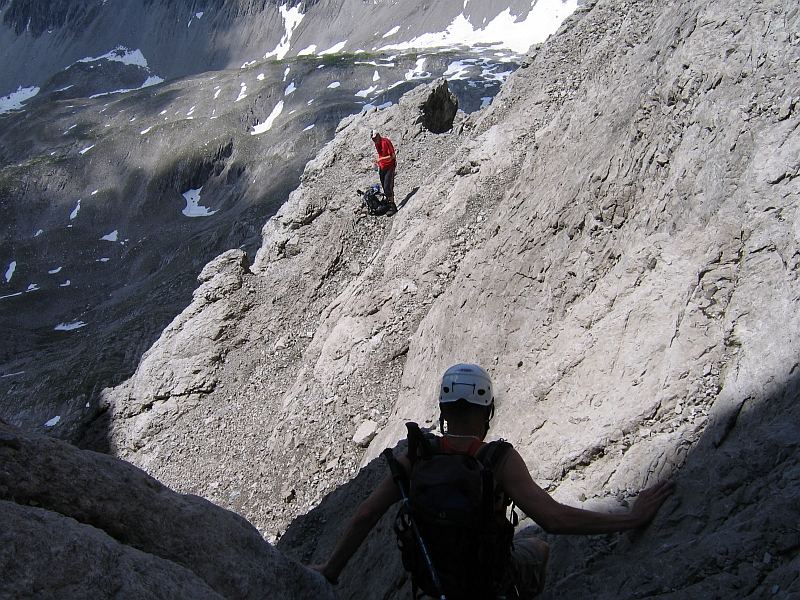
Typisches Gelände in der Südwestflanke
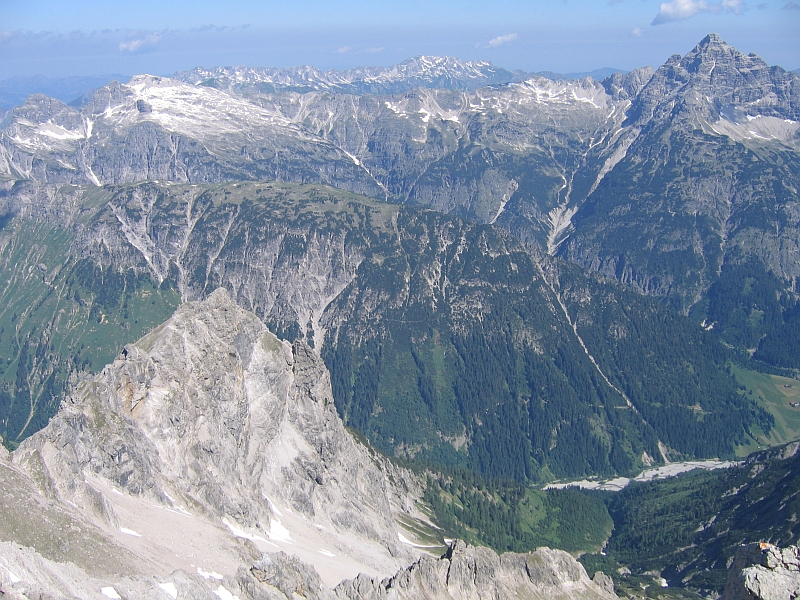
Blick vom Gipfel nach Norden. Im Bild ganz rechts der Hochvogel